# Jeff Lacy
Pour les articles homonymes, voir Lacy.
Jeff Lacy est un boxeur américain né le 12 mai 1977 à St. Petersburg, Floride.

## Carrière
Champion des États-Unis puis d'Amérique du Nord NABA des super-moyens en 2003, il est champion du monde IBF de la catégorie du 2 octobre 2004 au 4 mars 2006 avant de perdre son titre aux points contre le gallois Joe Calzaghe à la MEN Arena de Manchester.